# Ляєни (Крефельдські)

Герб Ляєнів

Ляєни (нім. Leyen), або фон дер Ляєни (нім. von der Leyen) — німецький шляхетський рід ХІХ ст. Походить від німецьких купців-менонітів, що торгували шовком у Крефельді у ХVIII ст. Нобілітовані в 1786 році. 1813 року одна з гілок роду отримала титул баронів від Наполеона й 1816 року — від пруського короля.

## Особи
- Гейко фон дер Ляєн. Дружина — Урсула фон дер Ляєн (до шлюбу — Альбрехт)